# Lernaea catostomi
Lernaea catostomi är en kräftdjursart som först beskrevs av Henrik Nikolai Krøyer 1863.  Lernaea catostomi ingår i släktet Lernaea och familjen Lernaeidae. Inga underarter finns listade i Catalogue of Life.